# Rio Cavernoso
Der Rio Cavernoso ist ein 120 km langer Fluss im Süden des brasilianischen Bundesstaats Paraná.

## Etymologie und Geschichte
Cavernoso bedeutet auf Deutsch voller Höhlen oder höhlenreich.

## Geografie

### Lage
Das Einzugsgebiet des Rio Cavernoso befindet sich auf dem Terceiro Planalto Paranaense (der Dritten oder Guarapuava-Hochebene von Paraná).

### Verlauf
Er entsteht aus dem Zusammenfluss von Rio do Poço und Rio Juquiá auf der Grenze zwischen den drei Munizipien Cantagalo, Guarapuava und Goioxim etwa 10 km südlich von Goioxim. Der Fluss verläuft überwiegend in südwestlicher Richtung.
Nach etwa 10 km verlässt er Guarapuava und erreicht das Munizip Candói. Er bildet dessen westliche Grenze zu Cantagalo und ab der linksseitigen Einmündung des Rio Cantagalo zu Virmond. In seinem Unterlauf etwa ab der Einmündung des Rio Tapera ist er Teil des Iguaçu-Stausees Salto Santiago. Er misst 120 km, zusammen mirt seinem linken Quellfluss Er mündet auf 489 m Höhe zwischen Porto Barreiro und Candói.

### Zuflüsse
Die wichtigsten der Nebenflüsse sind von rechts:
- Rio Araras
- Rio Cantagalo
- Arroio Divisa
- Arroio Lajeado Raso
- Rio Tapera

und von links:
- Rio Bôca Apertada
- Rio Estacadas
- Rio Guarapuavinha
- Arroio Poço Grande
- Arroio Rafael
- Arroio Três Palmeiras.[3]

## Kraftwerke
Abgesehen vom Kraftwerk Salto Santiago speist der Rio Cavernoso in seinem Unterlauf zwischen Virmond und Candói noch die zwei Kraftwerke PCH Cavernoso I (PCH = Pequena Central Hidrelétrica) mit 1,3 MW und PCH Cavernoso II mit 19 MW installierter Leistung.